# دهه ۵۷۰ (میلادی)
دهه ۵۷۰ (میلادی) دهه پنجاه و هفتم تقویم میلادی است.

## زادگان
محمد، پیامبر اسلام 